# Nothoschistus nigricornis
Nothoschistus nigricornis är en tvåvingeart som först beskrevs av Philippi 1865.  Nothoschistus nigricornis ingår i släktet Nothoschistus och familjen svävflugor. Inga underarter finns listade i Catalogue of Life.